# Bashkia e Orikumit
Bashkia e Orikumit är en kommun i Albanien.   Den ligger i prefekturen Qarku i Vlorës, i den sydvästra delen av landet, 110 kilometer söder om huvudstaden Tirana.
Trakten runt Bashkia e Orikumit består till största delen av jordbruksmark.  Runt Bashkia e Orikumit är det ganska tätbefolkat, med 86 invånare per kvadratkilometer.